# Emil Boyson
Emil Boyson (4 de setembro de 1897 em - 2 de junho de 1979) foi um poeta, prosador e tradutor norueguês. Embora Boyson se tenha estreado formalmente em 1927 com um livro de prosa  Sommertørst  (Sede de verão), já era conhecido principalmente pela sua poesia. A sua verdadeira estréia foi em 1920, sob o pseudônimo de Karl Snemo, com a publicação de Åpning til regnbuen (Abertura do arco-íris).
A sua poesia foi escrita num estilo modernista, com uma linguagem diferenciada da linguagem do quotidiano, mas muitas vezes mantendo a forma tradicional e padrões de estrofe.

## Prémios
- Gyldendal's Endowment de 1946
- Dobloug Prize de 1956
- Prémio dos Críticos de Literatura Noruegueses de 1957
- Riksmålsforbundets litteraturpris de 1959
- Gyldendal's Endowment de 1974